# K105A1 자주포
K105A1 자주포는 한국이 105 mm 견인포를 자주포로 개량한 무기체계로, 별칭은 풍익(豊益)이다. 별칭인 풍익은 6.25 전쟁 당시 105mm 견인포로 적 전차를 초탄에 파괴하고 차탄을 장전하다 전사한 故김풍익중령의 이름에서 따왔다.

## 개발 배경

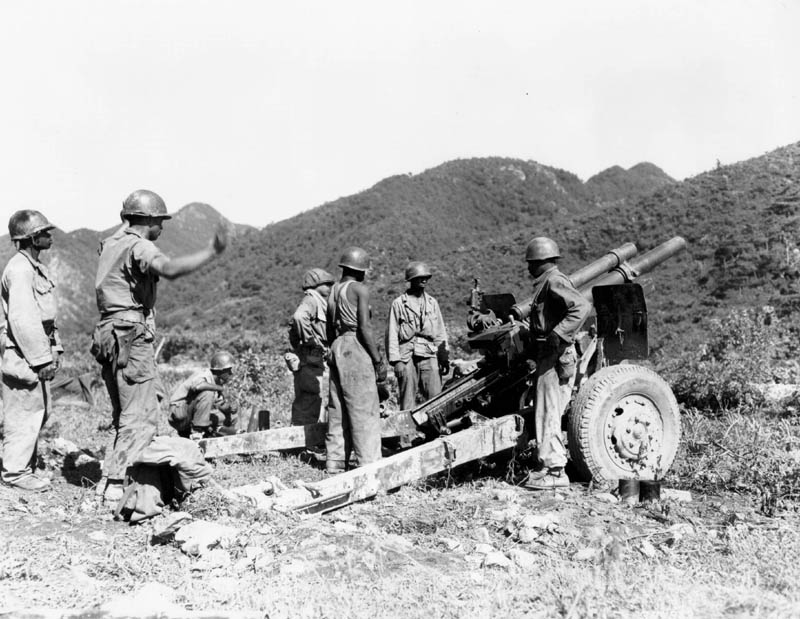
1950년 한국전쟁에서 발포중인 미군 M101 105㎜ 견인포

1950년 ~ 1978년 도입돼 현재까지 1,500여문이 있는 105㎜ 견인포는 사용기한인 25년을 훨씬 넘긴 상태다. 105㎜ 견인포는 한국전쟁 이전부터 지금까지 60년이 넘도록 운용 중인 국군에서 가장 오래된 화포다.
물론 최초로 운용한 M3 견인포와 지금의 KM101 견인포 등 이름은 서로 다르지만 모두 미군의 M101 105㎜ 견인포의 파생형이란 점에서 60년이 넘게 같은 무기를 운용하는 셈이다. 그리고 340만발이나 되는 105㎜ 재고탄 처리문제도 대두되었다.
2009년 삼성테크윈(현재는 한화디펜스)이 방사청에 제안한 차량탑재형 구경 105mm 자주포가 신개념기술시범사업(ACTD)에 채택되어 2010년부터 삼성테크윈 주도로 개발했으며, 2015년 7월 연구개발에 착수했다.
2017년 6월 적합 판정을 받았고, 2018년 9월 105㎜ 견인포 중 약 3분의1 가량을 K105A1 850여문으로 전력화 결정을 내렸다.
2021년 8월 육군 12사단의 실사격 훈련에서 처음 공개했다. 2022년 5월 9일, 제20대 대통령 취임식을 하루 앞두고 서울 여의도 국회 광장에서 예포(禮砲, cannon salute) 발사 예행연습을 공개했다.

## 성능
M101A1 105㎜ 견인포는 사거리 10 km, 살상 반경이 30m 내외로, K-511 2.5톤 트럭으로 끌고 다녔다. 방열을 한 뒤 수동으로 조작하다 보니 명중률은 엉망이었다. M101A1은 제2차 세계대전과 베트남전쟁 당시 미군에서 널리 쓰인 대포다. 분당 10발을 쏠 수 있고 사격 준비와 이동이 쉬우며 헬기로 옮길 수 있어 서방 국가를 중심으로 사용됐다. 하지만 탄약 장전과 사격통제 등을 수동으로 진행, 사격 준비에 오랜 시간이 걸리는 단점이 있다. 최근 우크라이나 전쟁에서 포르투갈이 M101A1을 지원하는 등 전장에서 여전히 쓰이고 있지만, 신속한 사격과 이동이 강조되는 현대전에는 맞지 않는다는 평가다. 미국에선 이미 M119로 대체된 상태다.
구동 조종기 적용으로 표적에 대한 포구지향 속도가 기존 M101A1 105㎜ 견인포 보다 3배나 빨라졌다.
일반적인 견인포는 최소 9명의 인원이 필요한 반면, 풍익 자주포는 운전병까지 포함해 5명이면 운용할 수 있고 기동력을 갖춘 5t 트럭엔 15㎏ 무게의 고폭탄 60발을 실을 수 있어 따로 포탄을 갖고 다닐 필요가 없다. 심지어 포 방열을 해제하고 차량을 움직이는데 30초면 충분해 초탄 발사 후 적의 반격에 재빨리 피할 수 있어 생존력을 높이게 되었다. 자동화된 사격통제장치와 GPS를 장착해 지형과 관계없이 자동으로 포가 정렬되고 포탄이 어디에 떨어지는지도 파악할 수 있다. 운용병 보호도 강화되었는데 포 좌우에 강철 방호벽을 세웠고 차량 앞쪽엔 12.7㎜ K6 중기관총을 장착해 적의 공격에 대비하도록 했다.

## 장점

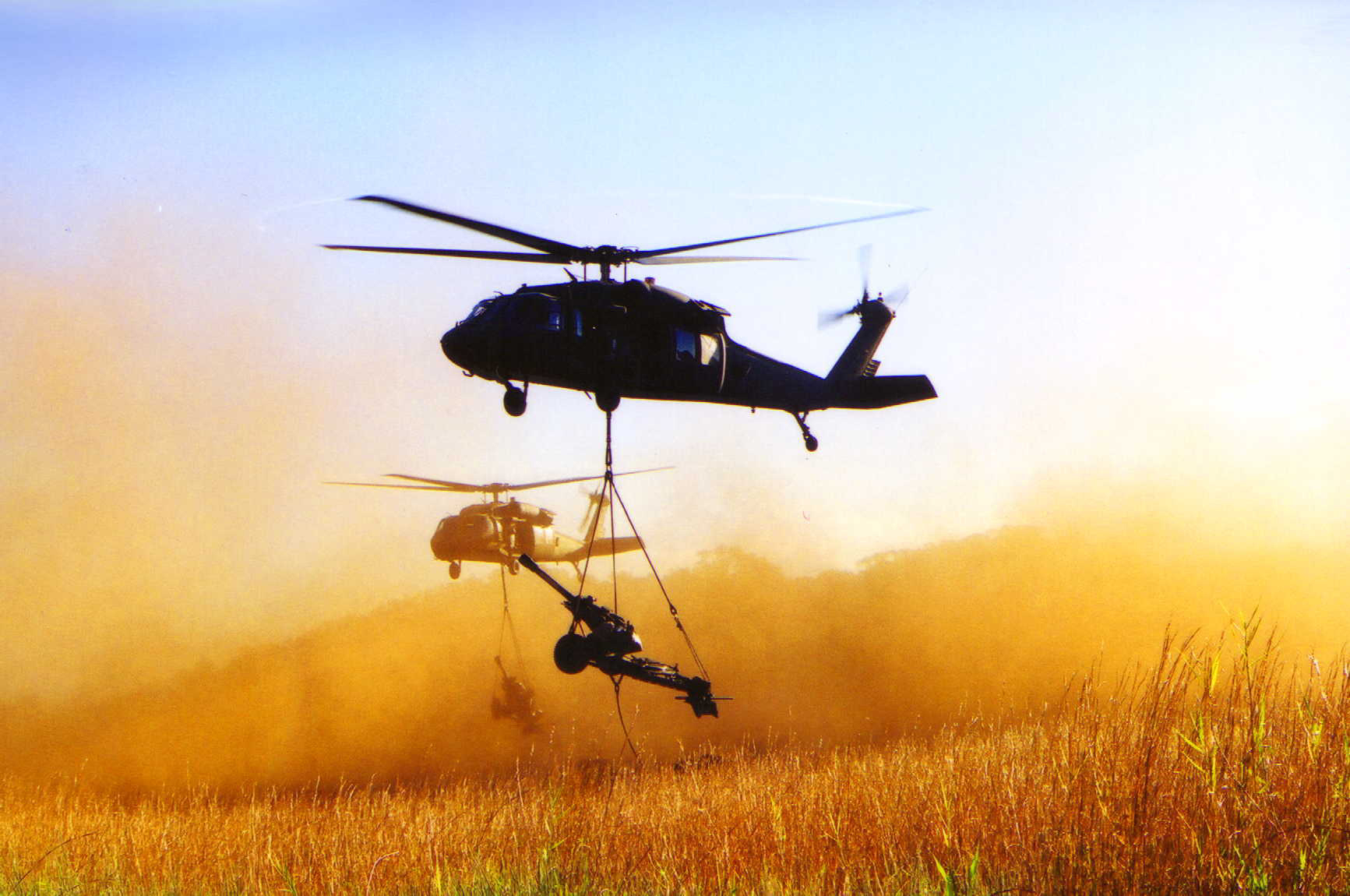
UH-60 헬기로 수송중인 M119 견인포

불과 2톤 남짓한 무게 덕분에 육군의 주력인 UH-60 헬기로 수송할 수 있다는 점과 막대한 양의 105㎜ 전시비축탄 때문에 한동안은 계속 운용될 것으로 예상된다. 특히 이라크와 아프가니스탄에서 미군과 영국군이 개량형 105㎜ 견인포와 헬기를 함께 운용해 효과적인 작전을 펼치고 있다는 점도 105㎜ 견인포의 가치를 다시 확인하는 계기가 되고 있다.
1문당 가격이 6억원 정도로 상당히 저렴하며, 수십 년간 다뤄온 105mm 견인포의 운용 요령이 유지된다. 신속하고도 정확한 사격을 하기 위한 도입된 각종 신기술도 K-9 자주포와 K55 자주곡사포의 성능 개선(PIP) 사업을 통해 획득한 기술을 사용하여, 결국 검증된 기존 기술들을 활용하게 되었으며 개발 기간도 단축시킬 수 있었다.

## 단점
2014년 105㎜ 견인포를 차량 탑재형으로 성능을 개량하는 사업은 차량 노후화 문제로 잠시 중단됐다. 차량탑재형 105㎜ 견인포를 낡은 5톤 제독차(K-721A1)에 탑재할 경우, 장비무게와 발사충격을 견디지 못할 것으로 판단했기 때문이다. 105㎜ 견인포 2,000여문을 차량 탑재형 개량할 경우 이를 수송할 차량 2,000여대를 별도로 구입해야 하는 상황이다.
저출산 및 고령화가 심화되어 입대인원이 줄어드는 상황에 K105A1의 운용인력이 5명이라는 점은 문제가 있다. 물론 원래 105mm 견인포에 비하면 혁신적으로 줄어들은 수는 맞지만, K-9 자주포를 K9A2 개량하여 운용인원을 3명으로 줄이려고 노력하고 있는 점과 비교된다. 그 밖에 방호력 부족, 화력 열세, 짧은 사거리도 지적되었다.

## 제원
K105A1 차륜형 자주 곡사포 제원
- 중량: 17.8톤
- 최대사거리: 11.3km
- 최대적재량: 60발
- 최대발사속도: 분당 10발
- 운용인원: 5명
- 최고속도: 시속 80km
- 생산단가: 6억원
- 차량: K-711 5톤 트럭

## 같이 보기
- KH-178
- K-55
- K-9